# Пугачёвский сельсовет (Башкортостан)
Пугачёвский сельсове́т — сельское поселение в Фёдоровском районе Башкортостана.
Административный центр — село Юрматы.

## Население
| 2002 | 2009 | 2010 | 2012 | 2013 | 2014 | 2016 |
| ---- | ---- | ---- | ---- | ---- | ---- | ---- |
| 822  | ↘808 | ↘767 | ↘746 | ↘729 | ↗744 | ↗753 |
| 2017 | 2018 |      |      |      |      |      |
| ↘752 | ↘738 |      |      |      |      |      |

## Состав сельского поселения
| № | Населённый пункт | Тип населённого пункта       | Население |
| - | ---------------- | ---------------------------- | --------- |
| 1 | Львовка          | деревня                      | 18        |
| 2 | Юрматы           | село, административный центр | ↗749      |

Хитровка — деревня, упразднена в 2005 году (Закон Республики Башкортостан от 20 июля 2005 года № 211-з «О внесении изменений в административно-территориальное устройство Республики Башкортостан в связи с образованием, объединением, упразднением и изменением статуса населённых пунктов, переносом административных центров»)